# Звёзды (Эшер)
«Звёзды» — гравюра на дереве, созданная нидерландским художником Маурицем Корнелисом Эшером в 1948 году, изображающая двух хамелеонов в многогранной клетке, плавающей в пространстве.
Хотя соединение трёх октаэдров, используемое для центральной клетки в «Звёздах», было изучено ранее в математике, оно, скорее всего, было придумано Эшером для этой работы без изучения этих исследований. Художник использовал подобные составные многогранные формы в нескольких других работах, включая «Кристалл» (1947), «Этюд для звёзд» (1948), «Двойной планетоид» (1949) и «Водопад» (1961).
На создание «Звёзд», вероятно, повлиял собственный интерес Эшера как к геометрии, так и к астрономии, а также долгая история использования геометрических форм для моделирования небес и стиля рисования, применявшегося Леонардо да Винчи. Критики интерпретировали сложную форму клетки как отсылку к двойным и тройным звёздам в астрономии или на двойные кристаллы в кристаллографии. В картине астрономический порядок со своими многогранными формами контрастирует с более хаотичными биологическими формами.
Эстампы «Звёзд» хранятся в постоянных коллекциях крупнейших музеев, включая Рейксмюсеум (Амстердам), Национальную галерею искусств (Вашингтон) и Национальную галерею Канады.

## Описание
«Звёзды» представляют собой гравюру на дереве, созданную Эшером в октябре 1948 года. Хотя большинство опубликованных копий «Звёзд» являются монохромными, с белым рисунком на чёрном фоне, экземпляр в Национальной галерее Канады окрашен в различные оттенки бирюзового, жёлтого, зелёного и бледно-розового цветов.
На гравюре доминирующем изображением является соединение трёх октаэдров (многогранников), состоящее из трёх взаимосвязанных правильных октаэдров, плавающих в пространстве. Многочисленные другие многогранники и их соединения плавают на заднем плане; четыре самых больших из них: соединение куба и октаэдра в левом верхнем углу, звёздчатый октаэдр в правом верхнем углу, соединение двух кубов в левом нижнем углу и плотное соединение трёх октаэдров в правом нижнем углу. Меньшие многогранники, видимые в пределах гравюры, также включают в себя все пять правильных многогранников и ромбододекаэдр. Чтобы изобразить многогранники точно, Эшер делал их модели из картона.
Два хамелеона заключены в похожее на клетку по форме центральное соединение трёх октаэдров. Эшер писал, что они были выбраны в качестве его обитателей, потому что хамелеоны могут цепляться лапами и хвостами за прутья своей клетки, когда она вращается в пространстве. Хамелеон слева высовывает свой язык, возможно, что-то комментируя. Математик Гарольд Коксетер обращал внимание на его язык, отмечая его необычный спиралевидный конец.

## Влияния

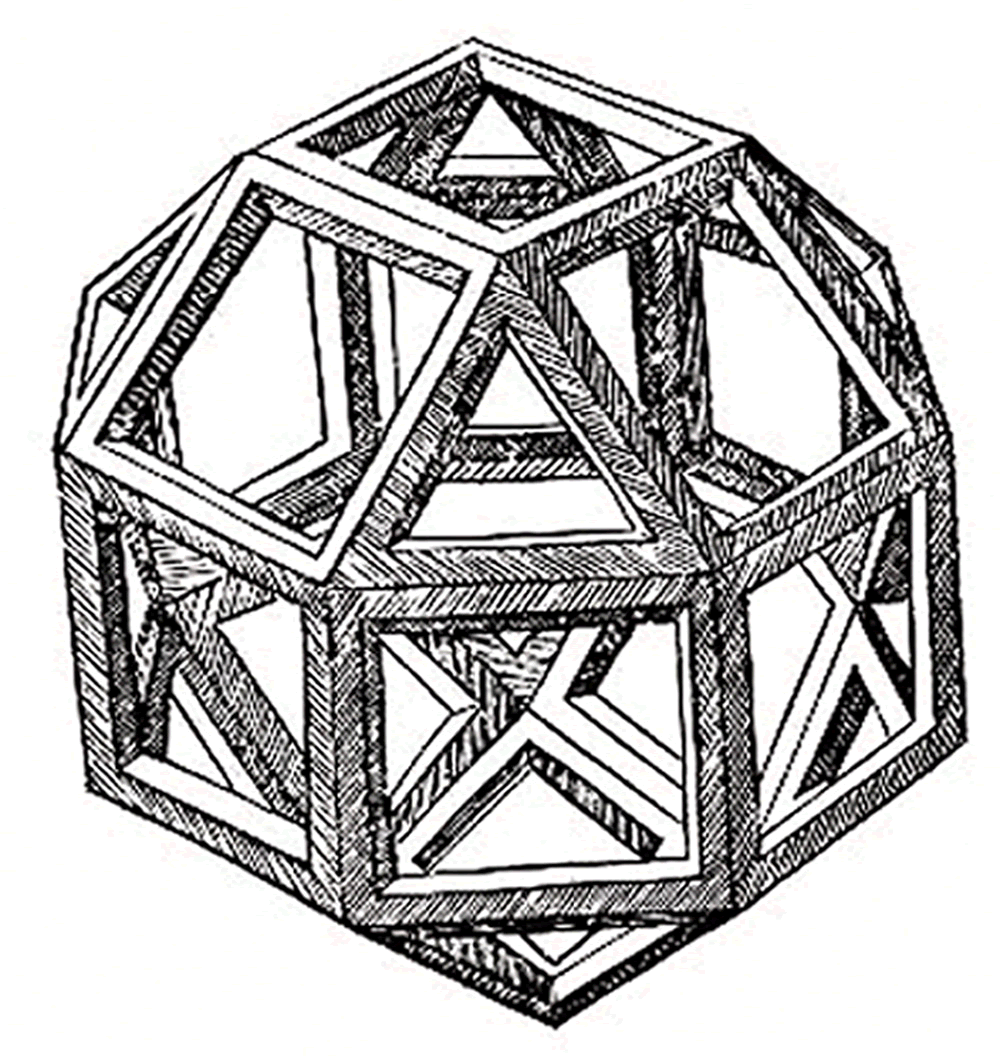
Рисунок ромбокубооктаэдра, созданный Леонардо да Винчи в 1509 году, за четыре века до Эшера

Интерес Эшера к геометрии был хорошо известен, но он также был заядлым астрономом-любителем, и в начале 1940-х годов стал членом голландской Ассоциации метеорологии и астрономии. У него был 6-сантиметровый рефрактор, и Эшер записывал результаты своих наблюдений за двойными звёздами.
Использование многогранников для моделирования небесных тел можно проследить до Платона, который в своём диалоге «Тимей» отождествлял правильный додекаэдр с формой небес, а его двенадцать граней с созвездиями зодиака. Позднее Иоганн Кеплер выдвинул теорию, что распределение расстояний планет от солнца можно объяснить формами пяти платоновых тел, вложенных друг в друга. Эшер взял модель этой системы вложенных многогранников и регулярно изображал её в своих работах, связанных с астрономией и другими мирами.
Эшер научился технике гравировки по дереву у Самуэля Йессуруна де Мескиты. В «Звёздах» он иллюстрировал восьмигранное соединение в виде срезанной каркасной модели, которая была использована Леонардо да Винчи в его иллюстрациях к книге Луки Пачоли 1509 года «О божественной пропорции».
Звёздчатый октаэдр (или «восьмиконечная звезда» (лат. stella octangula)), расположенный в правом верхнем углу «Звёзд», был впервые описан Пачоли, а позднее вновь открыт Кеплером, который дал ему своё астрономическое название. Математик Гарольд Коксетер отмечал, что форма центральной клетки с хамелеонами в звёздах ранее была описана в 1900 году геометром Максом Брюкнером, чья книга «Vielecke und Vielflache» содержала фотографию модели той же формы. Однако Эшер не знал об этом источнике, и Коксетер писал: «замечательно, что Эшер, не зная алгебры или аналитической геометрии, смог заново открыть эту очень симметричную фигуру.»

## Анализ
Мартин Бич интерпретирует многогранные соединения в «Звёздах» как соответствия системам двойных и тройных звёзд в астрономии. Он писал, что для Эшера математическая упорядоченность многогранников отображает «стабильность и вневременное качество» небес, и точно так же Марианна Л. Тойбер отмечала, что «Звёзды» «воспевают идентификацию Эшера с неоплатонической верой Иоганна Кеплера в лежащий в основе Вселенной математический порядок.»
С другой стороны, Говард У. Яффе интерпретировал многогранные формы в «Звездах» с позиций кристаллографии, как «блестяще огранённые драгоценные камни», плавающие в пространстве, с его составными многогранниками, представляющими их кристаллических двойников. Однако Р. А. Данлэп указывал на контраст между порядком многогранных форм и более хаотичной биологической природой заключённых в них хамелеонов. В том же духе Бич замечал, что сами звёзды передают напряжение между порядком и хаосом: несмотря на их симметричные формы, звёзды разбросаны, по-видимому, случайным образом и изменяются бессистемно друг от друга. Как писал сам Эшер о центральной клетке с хамелеонами: «я не удивлюсь, если она немного покачнётся.»

## Связанные работы
Тесно связана со «Звёздами» другая гравюра на дереве Эшера «Этюд для звёзд», завершённая в августе 1948 года. На ней изображены каркасные версии нескольких одинаковых многогранников и многогранных соединений, плавающих в чёрном цвете внутри квадратной композиции, но без хамелеонов. Самый большой многогранник, показанный в «Этюде для звёзд», звёздчатый ромбический додекаэдр, также является одним из двух многогранников, чётко изображённых в литографии Эшера 1961 года «Водопад».
Звёздчатый октаэдр, соединение двух тетраэдров, которое изображено в правом верхнем углу «Звёзд», также образует центральную форму в другой астрономической работе Эшера «Двойной планетоид» (1949). Соединение куба и октаэдра в верхнем левом углу «Звёзд» было использовано ранее Эшером в «Кристалле» (1947).
В своей более поздней работе «Четыре правильных твёрдых тела (Стереометрическая фигура)» Эшер вернулся к теме многогранных соединений, изобразив более приближённую к кеплеровской форму, в которой соединение куба и октаэдра вложено в соединение додекаэдра и икосаэдра.

## Коллекции и публикации
«Звёзды» использовались в качестве обложки для антологии 1962 года «Best Fantasy Stories», изданных под редакцией Брайана Олдисса, и для итальянского издания оккультного путеводителя «Утро магов» 1971 года. Работа Эшера также была изображена на фронтисписе учебника 1996 года по кристаллографии.
Помимо Музея Эшера эстампы «Звёзд» находятся в постоянных коллекциях Рейксмюсеума (Амстердам), Национальной галереи искусств (Вашингтон), Национальной галереи Канады, Художественного музея Милдред Лейн Кемпер и Бостонской публичной библиотеки.